# کوین بدفورد
کوین بدفورد (انگلیسی: Kevin Bedford؛ زادهٔ ۲۶ دسامبر ۱۹۶۸) بازیکن فوتبال اهل بریتانیا است.
از باشگاه‌هایی که در آن بازی کرده‌است می‌توان به باشگاه فوتبال کولچستر یونایتد و باشگاه فوتبال ویمبلدون اشاره کرد.